# Route nationale 316
Pour les articles homonymes, voir Route 316.
La route nationale 316, ou RN 316, est une route nationale française ayant connu deux tracés différents. Elle relie actuellement le Port autonome de Dunkerque sur la commune de Loon-Plage à l'échangeur no 53 de l'A 16 à Craywick.
À l'origine, la RN 316 reliait Aumale (dans la vallée de la Bresle) à Caër (près d'Évreux). Elle a été déclassée en RD 316 dans l'Oise et dans l'Eure et en RD 916 en Seine-Maritime.

## Histoire
Les deux tracés de la route nationale 316 sont géographiquement différents.

### Premier tracé dans la Seine-Maritime, l'Oise et l'Eure

#### Classement
L'article 146 de la loi du 16 avril 1930 autorise le classement dans le réseau routier national de 40 000 km de routes appartenant à la voirie départementale et communale.
La circulaire du 8 septembre 1933 désigne les nouvelles routes nationales classées par la loi du 16 avril 1930 par un numéro. La route d'Évreux à Aumale prend le numéro 316.

#### Déclassement
L'article 66 de la loi no 71-1061 du 29 décembre 1971 prévoit le déclassement de certaines routes nationales et leur reclassement dans la voirie départementale La route nationale 316 a été déclassée du réseau routier national en 1972 dans la Seine-Maritime, l'Oise et l'Eure. La route se nomme ensuite route départementale 916 (RD 916) en Seine-Maritime, route départementale 316 (RD 316) dans l'Oise et l'Eure. Elle est ensuite gérée par les conseils départementaux des départements concernés.

### Dans le département du Nord
Le numéro 316 est ensuite attribué à la route reliant le Port autonome de Dunkerque sur la commune de Loon-Plage à l'échangeur no 53 de l'A 16 à Craywick.

Le décret du 5 décembre 2005 conserve la RN 316 dans le réseau routier national.

## RN 316 dans le département du Nord
La route nationale 316 est gérée par la Direction interdépartementale des Routes Nord.

## Ancienne RN 316 dans la Seine-Maritime, l'Oise et l'Eure

### Tracé

#### D'Aumale à Bazancourt (D 916 & D 316)
- Aumale D 916 (km 0)
- Quincampoix-Fleuzy (Fleuzy) D 316 (km 3)
- Abancourt (km 9)
- Blargies (km 12)
- Sèqueville, communes de Blargies et de Bouvresse (km 14)
- Formerie (km 16)
- Campeaux (km 20)
- Saint-Samson-la-Poterie (km 24)
- Villers-Vermont (km 26)
- Bazancourt D 316 (km 29)

#### De Bazancourt à Bézu-la-Forêt (D 916)
- Bazancourt D 916 (km 29)

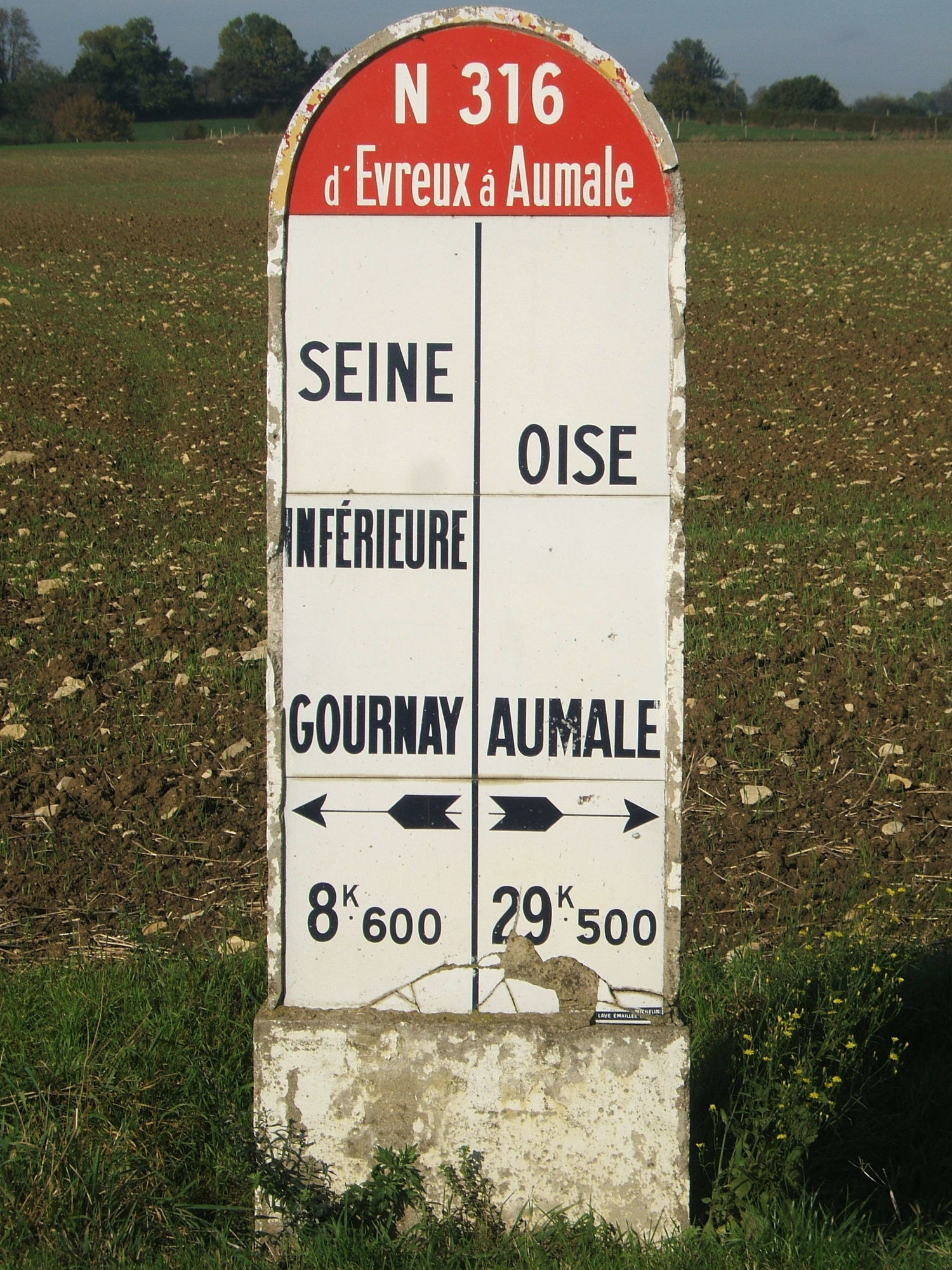
La borne interdépartementale entre la Seine-Inférieure et l'Oise

- Bouricourt, commune de Gancourt-Saint-Étienne (km 32)
- Cuy-Saint-Fiacre (km 35)
- Gournay-en-Bray (km 39)
- Bosc-Hyons (km 45)
- Bézu-la-Forêt D 916 (km 51)

#### De Bézu-la-Forêt aux Andelys (D 316)
- Bézu-la-Forêt D 316 (km 51)
- Morgny (km 55)
- Puchay (km 61)
- Saussay-la-Campagne (km 64)
- Saint-Jean-de-Frenelles, commune de Boisemont (km 69)
- Le Poirier-Campigny, communes de Boisemont et de Corny (km 70)
- Les Andelys D 316 (km 77)

Entre Les Andelys et Bouafles, la RN 316 était en tronc commun avec la RN 313, cette section a été déclassée en RD 313.

#### De Bouafles à Normanville (D 316)
- Bouafles D 316 (km 82)
- Courcelles-sur-Seine (km 85)
- Pont sur la Seine (km 87)
- Aubevoye (km 88)
- Gaillon (km 90)
- Autheuil-Authouillet (km 99)
- Saint-Vigor (km 101)
- Normanville (Caër) D 316 (km 109)

### Tourisme
Liste des lieux visitables situés à proximité de la route :
- Les Andelys : Château Gaillard, Musée Nicolas-Poussin, Mémorial Normandie-Niémen
- Gaillon : son château Renaissance